# Shelly Manne
Shelly Manne (11. června 1920 New York City, New York, USA – 26. září 1984 Los Angeles, Kalifornie, USA) byl americký jazzový bubeník, hudební skladatel a kapelník. Vydal velké množství vlastních alb, ale podílel se také na albech jiných interpretů, jakými jsou Sonny Rollins (Way Out West, 1959), Lalo Schifrin (Gone with the Wave, 1965), Bill Evans (A Simple Matter of Conviction, 1966), Ella Fitzgerald (Whisper Not, 1967), Tom Waits (Small Change, 1976, Foreign Affairs, 1977 a One from the Heart, 1982) nebo Hank Jones (Just for Fun, 1977).